# Almolonga (vulkaan)
De Almolonga, soms ook "Cerro Quemado" (Verbrande Berg) of "La Muela" (De Kies) genoemd, is een stratovulkaan in het departement Quetzaltenango in Guatemala. De berg ligt ongeveer vier kilometer ten zuiden van de stad Quetzaltenango en is ongeveer 3197 meter hoog.
De andesieten vulkaan ligt in de buurt van de plaats Almolonga.
De vulkaan ligt aan de Zunilbreukzone en heeft een centrale caldera omgeven door verschillende dacieten en ryolieten lavakoepels. Cerro Quemado is het grootste en jongste lavakoepelcomplex en is de enige die is uitgebarsten (1818). De noordelijke en oostelijke flanken van Cerro Quemado hebben warmwaterbronnen.
Ongeveer vier kilometer ten noorden ligt de vulkaan Cerro El Baúl, ongeveer zes kilometer naar het zuidwesten ligt de vulkaan Santa María en ongeveer acht kilometer naar het westen ligt de vulkaan Siete Orejas.